# 尼古拉·特罗菲莫维奇·安德烈耶夫
尼古拉·特罗菲莫维奇·安德烈耶夫（羅馬化：Nikolay Trofimovich Andreyev；1905年11月21日—1974年9月27日），苏联将领、苏军上校，曾參與蘇德戰爭，拥有苏联英雄（1945年授予）称号。

## 生平
安德烈耶夫于1905年11月21日出生在莫斯科的出租马车夫家庭。十月革命后，他开始当邮递员，然后在一家锻造厂当学徒。一段时间后，他又先后在自由印刷厂和莫斯科苏维埃第15印刷厂工作。1927年，他加入了红军，在第1“莫斯科无产阶级”师第2步枪团服役。从团校中毕业后，他晋升为排长助理兼大士。1929年他退役后，再次成为了一名印刷厂职员。
1935年，安德烈耶夫被征召入伍，回到了红军的队伍。他被派到外贝加尔军区服役。他先是指挥第93步枪师第279步枪团的步枪排，后来，他晋升为步枪连连长。1938年，他成为了伊尔库茨克州泰舍特区的政治委员。
二战开始后，安德烈耶夫迫切希望前往前线为国家作战。然而到了1942年，他才被送去接受军官培训。培训结束后，安德烈耶夫来到了莫斯科。在此，他被任命为第273步兵师第967步兵团下属的营长，随后，他去到了斯大林格勒前线。当年7月，安德烈耶夫参加了第一场战斗。他的腿在这场战斗中受了伤，因此他在医院里治疗了一个月。出院后，安德烈耶夫被调任为第260步兵师第1026步兵团下属的营长。随后，他因为在环形行动中大展身手，而被授予第一枚红旗勋章。
1943年春夏季，第260步兵师奉命前往图拉整顿组织。此后，安德烈耶夫参与了对奥廖尔和布良斯克等城市的解放。1943年秋，他晋升为第1028步兵团团长。
消息报上登记了一篇由战地记者列夫·伊萨耶维奇·斯拉温撰写的文章《华沙高速公路》，讲述了安德烈耶夫率领部下取得大胜的故事。1944年8月，安德烈耶夫团随着红军一起，进军到了维斯瓦河河岸。德军发动的反击，迫使受命解放华沙的白俄罗斯第一方面军转攻为守。1945年1月14日，第一方面军发起了华沙-波兹南行动，两天后，随着德军撤退，安德烈耶夫率领着部下向着河岸对面进发，为了防止苏军按照计划在第二天渡河，对岸的德军开始沿着河岸修筑起防御工事，然而，安德烈耶夫团悄无声息的渡过了河，挖进了德军的防御工事，德军发现安德烈耶夫团时为时已晚，不得不投降。很快，又有几支德军赶了过来攻击安德烈耶夫团，不过，苏军的大部队已经按照计划渡过了河，德军的攻击马上就被苏军击溃。随后，安德烈耶夫团一边向着华沙行进，一边沿途解放居民点、道路和高地。终于，华沙解放了。
1945年2月，安德烈耶夫扣押了一家劫持多国（包括苏联）公民并强制他们劳作的大型化工企业。
1945年4月6日，苏联最高苏维埃常务委员会下发命令，宣布授予尼古拉·特罗菲莫维奇·安德烈耶夫苏联英雄称号。接着，安德烈耶夫投身于柏林战役，并率领着他的团，来到易北河与美军会师。他的团位列第一批与美军会师的部队。
战后，安德烈耶夫留在了军队里。1953年，他来到吉尔吉斯苏维埃社会主义共和国担任军事政委，并在五年后退役。1974年9月27日，安德烈耶夫逝世，尸体安葬在吉尔吉斯首都伏龙芝（今比什凯克）。